# Serie A1 1996-1997 (hockey su prato maschile)

## Classifica
|  | Pos. | Squadra                 | Pt | G  | V  | N | P  | GF | GS | DR  |
|  | ---- | ----------------------- | -- | -- | -- | - | -- | -- | -- | --- |
|  | 1.   | CUS Bologna             | 41 | 18 | 12 | 5 | 1  | 37 | 15 | +22 |
|  | 2.   | Cernusco                | 35 | 17 | 10 | 5 | 2  | 55 | 33 | +22 |
|  | 3.   | Amsicora                | 33 | 18 | 9  | 6 | 3  | 64 | 27 | +37 |
|  | 4.   | Roma                    | 31 | 18 | 9  | 5 | 4  | 44 | 40 | +4  |
|  | 5.   | Lazio                   | 28 | 18 | 7  | 7 | 4  | 43 | 34 | +9  |
|  | 6.   | CUS Torino              | 21 | 18 | 6  | 3 | 9  | 35 | 42 | -7  |
|  | 7.   | Giardini Naxos          | 17 | 17 | 4  | 5 | 8  | 38 | 64 | -26 |
|  | 8.   | CUS Catania             | 16 | 18 | 4  | 4 | 10 | 32 | 49 | +17 |
|  | 9.   | Bra                     | 16 | 18 | 5  | 1 | 12 | 25 | 51 | -26 |
|  | 10.  | HT Pontevecchio Bologna | 8  | 18 | 2  | 2 | 14 | 15 | 42 | -27 |

Nessuna retrocessione per allargamento campionato (due gironi da sei squadre per un totale di 12 squadre dalla stagione 1997-1998)

## Verdetti
- CUS Bologna: campione d'Italia.